# 標緻505
標緻505（Peugeot 505），是法國標緻車廠所生產的一款行政座駕，於1979年起在法國的索察投入生產。這款車在海外均有不俗市場佔有率，如中國大陸、印尼、阿根廷和尼日利亞。
標緻505有四門轎車和八座位旅行車兩種。其車身造型是由意大利設計，配備一款頂置氣門4缸汽油引擎、三款單頂置凸輪軸4氣缸汽油引擎、一款V型6氣缸汽油引擎和三款單頂置凸輪軸4氣缸柴油引擎。驅動系統方面，5速手動變速箱，是標準的裝置。1987年以前出品的，可以選擇3速自動變速箱，以後的型號則可以選擇ZF的4速自動變速箱（4HP22）。
標緻505在歐洲靠其優良的操控品質，成為暢銷車款，其四門轎車型號1992年才停產，而八座位旅行車更要到1999年才停產。在21年裡面，標緻505在法國一共生產了135萬輛，是當時歐洲產量最大的轎車之一。

## 中國市場

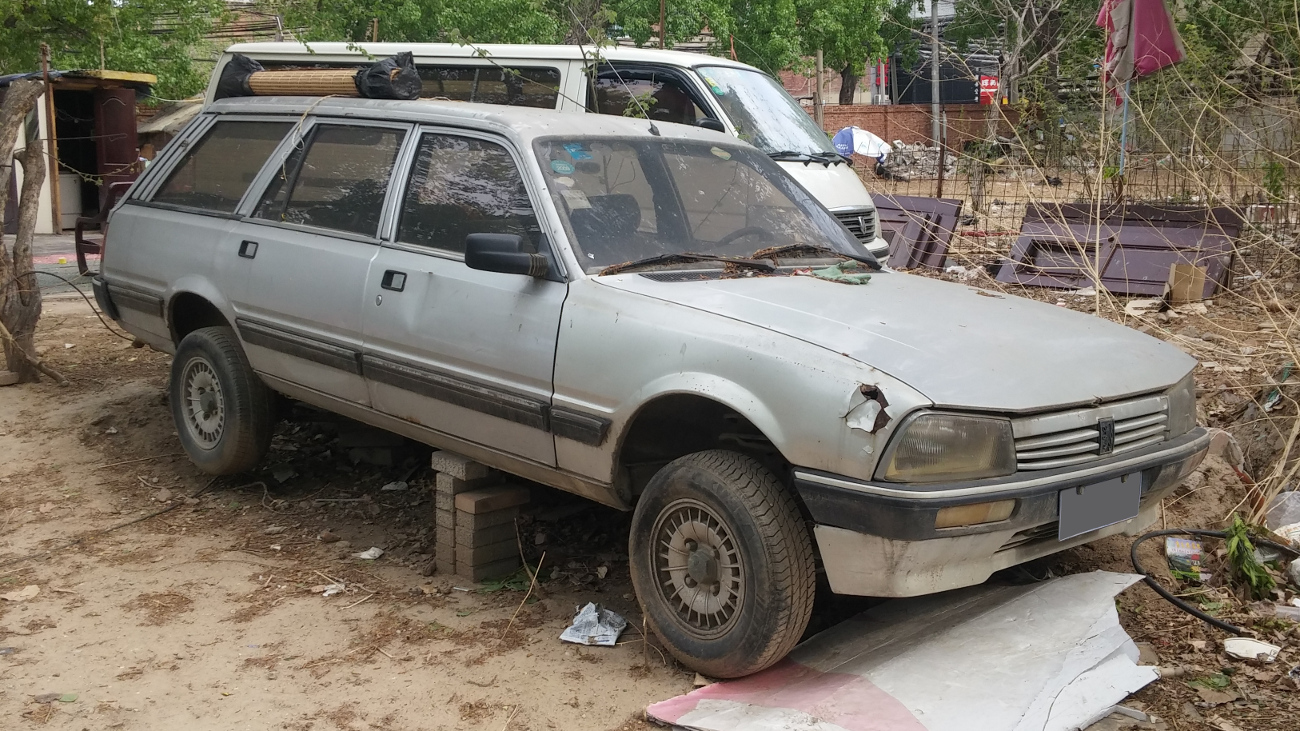
北京市一輛荒廢的廣州標緻505旅行版

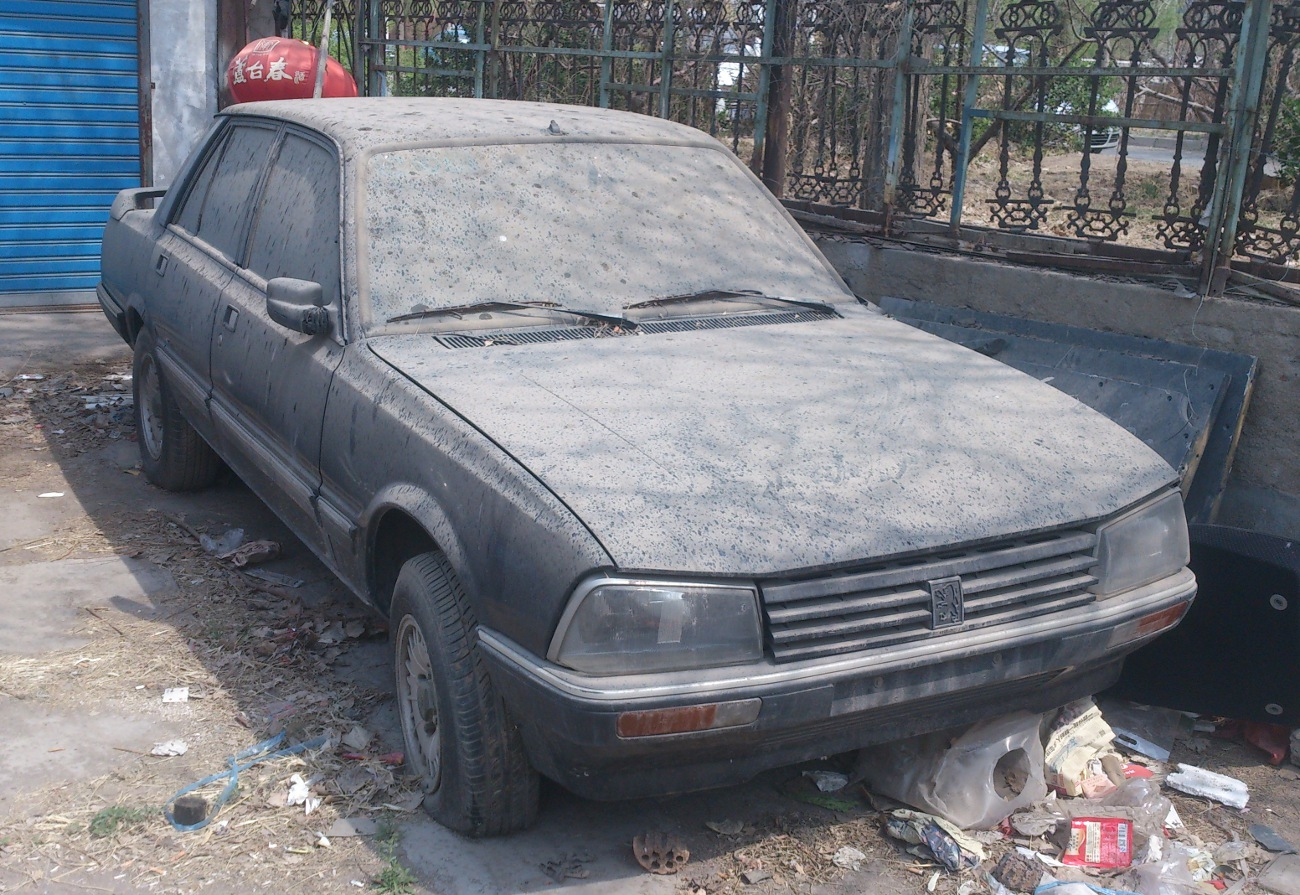
天津市一輛荒廢的廣州標緻505轎車版

標緻505早於1985年已打入中國市場，當時是與廣州汽車廠合資生產。由於中國的道路和氣候環境，而標緻又沒有作適當的技術修訂，使標緻505在中國，常會有電路系統故障之事件。起先標緻505市場佔有率曾達到16％，銷量達20,000輛，但到1997年停產時，銷售量已下降到不足1000輛。

## 外部連結
- Peugeot505.info （页面存档备份，存于）

1. ↑  . Aav.com.eg.   [2010-06-19]. （原始内容存档于2019-07-15）.
2. ↑  . PeugeotNigeria.com.   [1 May 2017]. （原始内容存档于2017-07-21）.
3. ↑  Leeps. . New Straits Times. 1989-06-04  [2015-05-24]. （原始内容存档于2016-04-22）.